# Brunnichieae
Brunnichieae je tribus dvornikovki iz tropske Afrike i Sjeverne Amerike. Pripadaju mu dva roda s tri vrste.
Tribus je dobio ime po danskom mineralogu i zoologu Morten Thrane Brünnichu.

## Rodovi
1. Afrobrunnichia Hutch. & Dalziel, 2
2. Brunnichia Banks ex Gaertn., 1